# Universität Ottawa
Die Universität Ottawa (englisch University of Ottawa, französisch Université d’Ottawa, auch uOttawa) ist eine Universität in Ottawa, der Hauptstadt Kanadas. Sie wurde 1848 als College of Bytown von den Oblaten der Unbefleckten Jungfrau Maria gegründet.
Der Haupt-Campus befindet sich in der Innenstadt von Ottawa, in der Nähe des Regierungsviertels.

## Rankings und Lehre
Die University of Ottawa ist eine der ältesten Universitäten in Kanada und die größte zweisprachige Universität der Welt. Sie liegt laut internationalem Hochschulranking 2014/15 der World’s Best Universities auf Platz 218 und auf Platz 11 unter den besten Hochschulen Kanadas. Die meisten Studiengänge gelten als forschungsintensiv (very-high level of research intensity), als Zulassungsvoraussetzung werden jeweils zumindest Referenzen, sehr gute Noten, und Eignungstests verlangt.
Bei den rund 30.000 Studenten wird allgemein Zweisprachigkeit vorausgesetzt, da alle Vorlesungen in zwei Sprachen abgehalten werden. Je nach Anzahl der Seminar-Bewerber und dem daraus resultierenden Verteilungsschlüssel, der pro Semester variieren kann, werden den Studenten die einzelnen Veranstaltungen in Englischer (68 %) oder in Französischer Sprache (32 %) angeboten. Unterricht und Prüfungen werden über die Studiendauer in den beiden wechselnden Sprachen absolviert.
Theoretisch könnten bestimmte Studiengänge auch in ausschließlich einer bevorzugten Sprache absolviert werden, was aber in der Praxis wegen des Risikos eines zu großen Zeitverlusts vermieden wird, denn aufgrund des Verteilungsschlüssels kann die vom Studenten ausdrücklich gewünschte Unterrichtssprache der erfolgreichen Zuteilung zum zeitlich nächstmöglichen Kursplatz (in der anderen Sprache) entgegenstehen. Bei häufigen derartigen Wartezeiten kann die Zeitspanne bis zum Studienabschluss jene der Mindeststudienzeit um bis zu mehrere Semester überdauern.

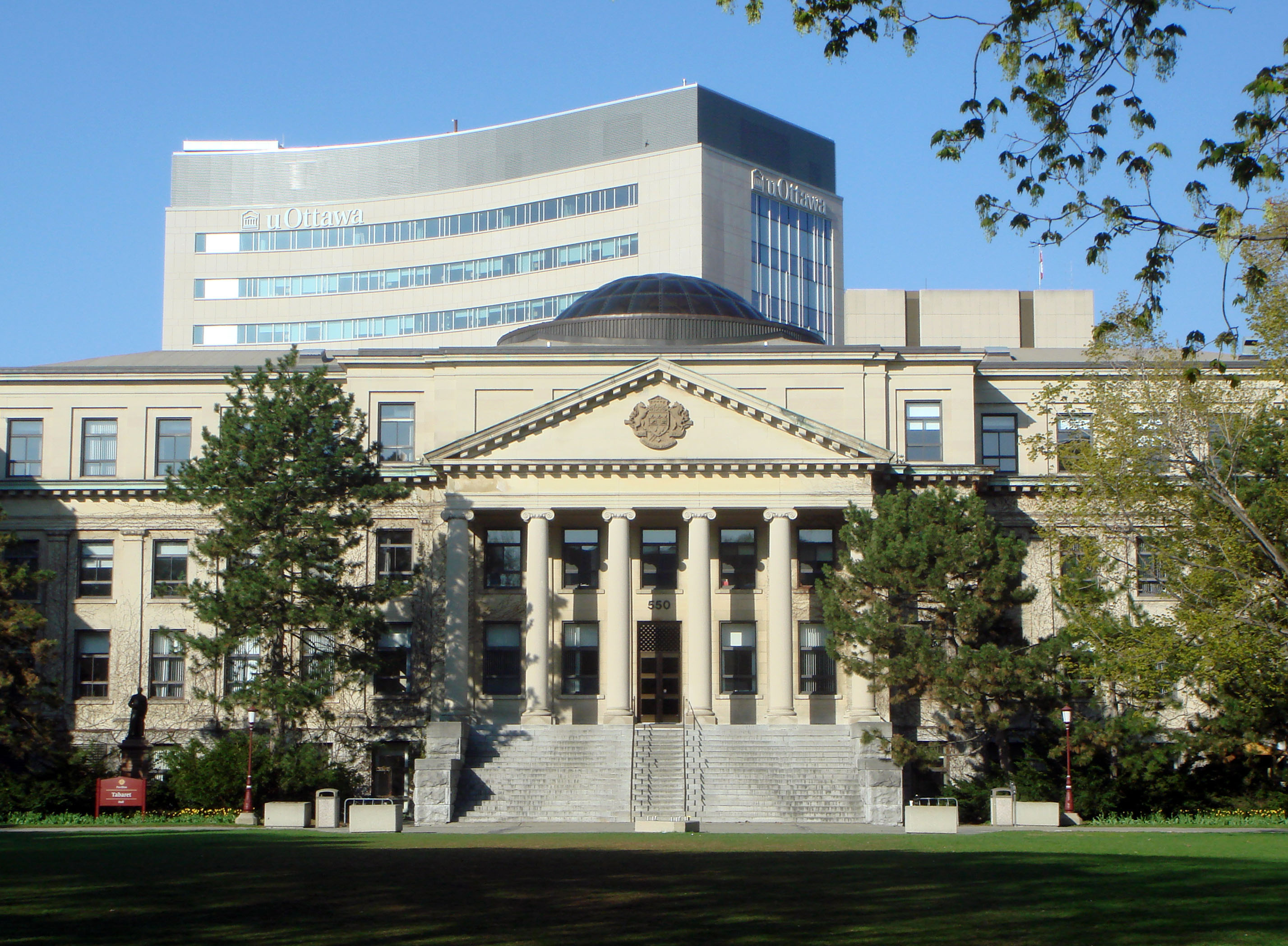
Tabaret Hall mit dem Desmarais Building im Hintergrund

## Persönlichkeiten
- Michel Chossudovsky (* 1946), kanadischer Wirtschaftswissenschaftler und Professor
- Valerie Hughes, kanadische Hochschullehrerin und Juristin bei der Welthandelsorganisation und Schiedsrichterin
- Michael Strangelove (* 1962), kanadischer Medien- und Kommunikationswissenschaftler
- Dimitri Kitsikis (1935–2021), griechischer Politikwissenschaftler
- Carol Shields (1935–2003), kanadische Schriftstellerin, Dichterin
- Maurice Sauvé (1923–1992), kanadischer Wirtschaftswissenschaftler und Politiker
- Michaëlle Jean (* 1957), kanadische Journalistin und ehemalige Generalgouverneurin
- André Ouellet (* 1939), kanadischer Jurist, Manager und Politiker
- Alex Trebek (1940–2020), kanadisch-US-amerikanischer Fernsehmoderator
- Roch Voisine (* 1963), kanadischer Komponist, Musiker und Schauspieler

## Sport
Die Ottawa Gee-Gees vertreten die uOttawa in den Ligen der Ontario University Athletics (OUA). Die Bezeichnung leitet sich von den Teamfarben Granatrot und Grau ab. Das Teammaskottchen stellt ein Pferd dar. Besondere Rivalität besteht zu den Carleton Ravens.